# Cyclophora obsoleta
Cyclophora obsoleta är en fjärilsart som beskrevs av Tutt 1902. Cyclophora obsoleta ingår i släktet Cyclophora och familjen mätare. Inga underarter finns listade i Catalogue of Life.